# Martin Frýdek
Martin Frýdek, né le 9 mars 1969 à Hradec Králové, est un footballeur tchèque, qui évoluait au poste de milieu de terrain au Sparta Prague et en équipe de Tchécoslovaquie puis en équipe de Tchéquie.
Frýdek a marqué quatre buts lors de ses trente-sept sélections avec l'équipe de Tchécoslovaquie et l'équipe de Tchéquie entre 1991 et 1997.

## Palmarès

### En équipe nationale
- 37 sélections et 4 buts avec l'équipe de Tchécoslovaquie et l'équipe de Tchéquie entre 1991 et 1997.
- Finaliste du championnat d'Europe 1996.

### Avec le Sparta Prague
- Vainqueur du Championnat de Tchécoslovaquie en 1990 et 1993.
- Vainqueur du Championnat de Tchéquie en 1994, 1995 et 1997.
- Vainqueur de la Coupe de Tchécoslovaquie en 1992.
- Vainqueur de la Coupe de Tchéquie en 1994, 1995 et 1997.